# Nikotin
A nikotin az alkaloidok közé tartozó szerves vegyület. Nevét Jean Nicot de Villemain francia diplomatáról kapta, aki a 16. század második felében elterjesztette a tubákolás szokását a francia királyi udvarban.
Főleg a burgonyafélék termelik: nagy mennyiségben található a dohányban, kevesebb a paradicsomban és a burgonyában. A szervezetben aktiválja a nikotinos acetilkolin receptorral rendelkező sejteket, az így felszabaduló adrenalin pedig növeli a pulzusszámot, a vérnyomást és a vér glükóz-szintjét, illetve szapora légzést okoz.[forrás?] Bár a nikotin erős méreg, az öngyilkossági esetektől és a balesetektől eltekintve közvetlen halált ritkán okoz, egyrészt mert a dohánytermékekben található hatóanyag egy része elég, mielőtt a szervezetbe kerülne, másrészt mert a krónikus fogyasztók hozzászoktak. Mivel a nikotin növeli az agy dopaminszintjét, fogyasztása súlyos függőséghez vezet.[forrás?]

## Hatása
A nikotin erős méreg, felszívódik bőrön át, belélegezve, lenyelve, mennyiségtől függően halálos, ezt a hatását használták fel a növényvédelemben a kártevő rovarok elpusztítására. Humán LD50 értéke egyes becslések szerint 6,5-13 mg/kg.
A nikotin a vegetatív, szimpatikus idegekből noradrenalint, a mellékveséből adrenalint, az agyalapi mirigy hátulsó lebenyéből antidiuretikus hormont tesz szabaddá. Ezekből eredő perifériás hatásai: a vérnyomás, a szívfrekvencia növelése, verejtékezés, a vizeletelválasztás csökkenése, a vér szabadzsírsav-szintjének növekedése. A gyomor-bélmozgások általában lassulnak, ugyanakkor a székelési reflex megindulhat. Központi idegrendszeri hatásai: mérsékelt adagokban általában javítja a szellemi funkciókat, gyorsítja a reakciókat, csökkenti az álmosságot és az étvágyat. Túladagolása számos kedvezőtlen hatást vált ki, részben a receptorok túlzott ingerlése, részben viszont deszenzibilizáció útján való gátlása miatt. Azt fontos megjegyezni, hogy a nikotin önmagában nem rákkeltő.

## Felhasználása
A nikotint a legtöbben a hagyományos cigaretta hatóanyagaként ismerik, de használják rovarölő szerként, valamint gyógyszerként is, igaz kis mennyiségben.